# Lovčičky
Lovčičky (en allemand : Klein Loftschitz, auparavant Klein Lowtschitz) (en allemand : Rosternitz) est une commune du district de Vyškov, dans la région de Moravie-du-Sud, en République tchèque. Sa population s'élevait à 711 habitants en 2020.

## Géographie
Lovčičky se trouve à 26 km au sud-sud-ouest de Vyškov, à 23 km au sud-est de Brno et à 208 km au sud-est de Prague.
La commune est limitée par Otnice au nord-ouest, par Milešovice au nord-est et par Bošovice au sud-est, au sud et au sud-ouest.

## Histoire
La première mention écrite du village date de 1141.